# 8064 Лисиця
8064 Лисиця (8064 Lisitsa) — астероїд головного поясу, відкритий 1 вересня 1978 року.
Тіссеранів параметр щодо Юпітера — 3,286.
Названий на честь видатного українського вченого, академіка НАН України Лисиці Михайла Павловича.